# Uri Lupolianski
Uri Lupolianski (Haifa, 1951) es un político israelí, el cual fue alcalde de Jerusalén desde junio de 2003 hasta noviembre de 2008. Es miembro del partido Yahadut Hatorah, cargo en el que sucedió a Ehud Ólmert.
Fue el primer judío ultraortodoxo (haredí) que ocupó ese puesto.
Fundador en 1976 de la organización Yad Sarah que ofrece atención médica al conjunto de la población, recibió muchas condecoraciones, entre ellas el Premio Israel por su actividad encabezando este organismo. 
Desde 1989 pasó a formar parte del Consejo municipal de Jerusalén. Estuvo encargado del urbanismo, así como de los asuntos relacionados con la familia y los servicios sociales.
Uri Lupolianski está casado y es padre de 12 hijos. Reside en el barrio de Sanhedria. Durante su mandato trató de impedir, en 2005, el desfile del Orgullo gay en la ciudad pero no lo consiguió finalmente mediante una sentencia de los tribunales israelíes.